# Пријестоница Цетиње
Пријестоница Цетиње се налази у југозападном делу Црне Горе. Седиште Пријестонице Цетиње је градско насеље Цетиње.
Цетиње је административни центар Пријестонице Цетиње, која према попису из 2003. године броји 18.742 становника, од чега 9.603 чине жене (51,24%), а 8.879 мушкарци (48,76%). Само градско насеље Цетиње, броји 15.353 становника и једино је насеље на подручју Пријестонице Цетиње са популацијом већом од 1.000 становника.
Према попису из 2003. године, 90,67% становништва Цетиња чине Црногорци, 4,62% Срби, а 4,71% чине остале етничке скупине. Према прелиминарним резултатима пописа из 2023. године имала је 14.465 становника.
Овде се налази манастир Светог Преображења.

## Насељена места
На подручју Пријестонице Цетиње се налази 102 насеља. Извршене су измене у броју насељених места у Пријестоници Цетиње у односу на стари Закон о територијалној организацији: нека насељена места су променила своја имена па су: Доње Село, Дубово, Жабљак, Крањи До, Љешев Стуб и Ожеговице сада Доња Села, Дубова, Жабљак Црнојевића, Крајњи До, Љешев Ступ и Ожеговица респективно. Формирана су нова насеља: Бата, Долови, Горнич, Иванова Корита, Јасиковица, Крушевица, Љуботињ и Тисовац.

## Становништво
Према попису из 2011. године Пријестоница има 16.657 становника, а према попису из 2023. године Пријестоница има 14.494 становника.

### Национални састав становништва Пријестонице по попису 2023. године
| Национални састав (са уделом преко 1%)‍ | Национални састав (са уделом преко 1%)‍ | Национални састав (са уделом преко 1%)‍ | Национални састав (са уделом преко 1%)‍ | Национални састав (са уделом преко 1%)‍ |
| -------------------------------------- | -------------------------------------- | -------------------------------------- | -------------------------------------- | -------------------------------------- |
|                                        |                                        |                                        |                                        |                                        |
| Црногорци                              | Црногорци                              |                                        | 13.199                                 | 91,07%                                 |
| Срби                                   | Срби                                   |                                        | 698                                    | 4,82%                                  |
| остали                                 | остали                                 |                                        | 420                                    | 2,88%                                  |
| неизјашњени                            | неизјашњени                            |                                        | 177                                    | 1,23%                                  |

### Национални састав становништва Пријестонице по попису 2011. године
| Национални састав (са уделом преко 1%)‍ | Национални састав (са уделом преко 1%)‍ | Национални састав (са уделом преко 1%)‍ | Национални састав (са уделом преко 1%)‍ | Национални састав (са уделом преко 1%)‍ |
| -------------------------------------- | -------------------------------------- | -------------------------------------- | -------------------------------------- | -------------------------------------- |
|                                        |                                        |                                        |                                        |                                        |
| Црногорци                              | Црногорци                              |                                        | 15.082                                 | 90,54%                                 |
| Срби                                   | Срби                                   |                                        | 727                                    | 4,36%                                  |
| остали                                 | остали                                 |                                        | 391                                    | 2,35%                                  |
| неизјашњени                            | неизјашњени                            |                                        | 457                                    | 2,74%                                  |

### Верски састав становништва Пријестонице по попису 2023. године
| Верски састав (са уделом преко 1%)‍ | Верски састав (са уделом преко 1%)‍ | Верски састав (са уделом преко 1%)‍ | Верски састав (са уделом преко 1%)‍ | Верски састав (са уделом преко 1%)‍ |
| ---------------------------------- | ---------------------------------- | ---------------------------------- | ---------------------------------- | ---------------------------------- |
|                                    |                                    |                                    |                                    |                                    |
| Православци                        | Православци                        |                                    | 13.310                             | 91,83%                             |
| атеисти и агностици                | атеисти и агностици                |                                    | 591                                | 4,08%                              |
| остали                             | остали                             |                                    | 360                                | 3,55%                              |
| неизјашњени                        | неизјашњени                        |                                    | 233                                | 1,54%                              |

### Верски састав становништва Пријестонице по попису 2011. године
| Верски састав (са уделом преко 1%)‍ | Верски састав (са уделом преко 1%)‍ | Верски састав (са уделом преко 1%)‍ | Верски састав (са уделом преко 1%)‍ | Верски састав (са уделом преко 1%)‍ |
| ---------------------------------- | ---------------------------------- | ---------------------------------- | ---------------------------------- | ---------------------------------- |
|                                    |                                    |                                    |                                    |                                    |
| Православци                        | Православци                        |                                    | 15.349                             | 92,15%                             |
| атеисти и агностици                | атеисти и агностици                |                                    | 252                                | 1,51%                              |
| остали                             | остали                             |                                    | 598                                | 3,59%                              |
| неизјашњени                        | неизјашњени                        |                                    | 458                                | 2,75%                              |

### Језички састав становништва Пријестонице по попису 2023. године
| Језички састав (са уделом преко 1%)‍ | Језички састав (са уделом преко 1%)‍ | Језички састав (са уделом преко 1%)‍ | Језички састав (са уделом преко 1%)‍ | Језички састав (са уделом преко 1%)‍ |
| ----------------------------------- | ----------------------------------- | ----------------------------------- | ----------------------------------- | ----------------------------------- |
|                                     |                                     |                                     |                                     |                                     |
| Црногорски језик                    | Црногорски језик                    |                                     | 12.431                              | 85,77%                              |
| Српски језик                        | Српски језик                        |                                     | 1.258                               | 8,68%                               |
| остали                              | остали                              |                                     | 672                                 | 4,63%                               |
| неизјашњени                         | неизјашњени                         |                                     | 133                                 | 0,92%                               |

### Језички састав становништва Пријестонице по попису 2011. године
| Језички састав (са уделом преко 1%)‍ | Језички састав (са уделом преко 1%)‍ | Језички састав (са уделом преко 1%)‍ | Језички састав (са уделом преко 1%)‍ | Језички састав (са уделом преко 1%)‍ |
| ----------------------------------- | ----------------------------------- | ----------------------------------- | ----------------------------------- | ----------------------------------- |
|                                     |                                     |                                     |                                     |                                     |
| Црногорски језик                    | Црногорски језик                    |                                     | 13.797                              | 82,83%                              |
| Српски језик                        | Српски језик                        |                                     | 1.874                               | 11,25%                              |
| остали                              | остали                              |                                     | 506                                 | 3,04%                               |
| неизјашњени                         | неизјашњени                         |                                     | 480                                 | 2,88%                               |